# Nick Brignola

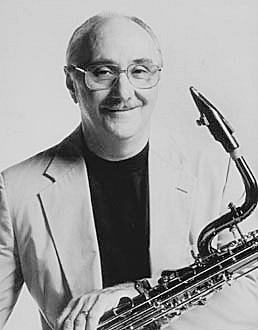
Nick Brignola

Nicholas Thomas („Nick“) Brignola (* 17. Juli 1936 in Troy, New York; † 8. Februar 2002 in Albany, New York) war ein US-amerikanischer Jazz-Baritonsaxophonist. Als Nebeninstrumente spielte er auch die anderen Saxophone, Klarinette und Querflöten, gelegentlich sogar Bass. Mit seinem brillanten, zupackenden, aber rhythmisch glasklaren Spiel war er eine der dominierenden Stimmen des Bebop-beeinflussten Mainstream-Jazz, Gewinner des Down-Beat-Polls für sein Hauptinstrument von 1998 bis 2002 und Grammy-Preisträger für sein Album „L.A. Bound“ von 1981. Sein Werk umfasst mehr als 50 Alben, sowohl als Sideman mit Miles Davis, Thelonious Monk, Woody Herman und Buddy Rich als auch unter seinem eigenen Namen bzw. mit der Doug Sertl Big Band. Mit den Baritonisten Ronnie Cuber und Gary Smulyan bildete er 1997 die Three Baritone Saxophone Band.
Er studierte zunächst am Ithaca College; Down Beats Wahl zu einem „New Star“ verschaffte ihm 1957 ein Stipendium für das Berklee College of Music.
Nick Brignola erlag im Alter von 65 Jahren einem Krebsleiden.

## Diskographische Hinweise
- L.A. Beyond (Night Life, 1979) mit Bill Watrous, Dick Berk
- On a Different Level (Reservoir, 1989) mit Kenny Barron, Dave Holland, Jack DeJohnette
- Like Old Times (Reservoir, 1994) mit Claudio Roditi
- The Flight of the Eagle (Reservoir, 1996) mit Kenny Barron
- Tour De Force (Reservoir, 2000) mit Eddie Gomez